# Split Lakes
Die Split Lakes (englisch für Geteilte Seen) sind ein länglicher, in zwei Segmente unterteilter See an der Ingrid-Christensen-Küste des ostantarktischen Prinzessin-Elisabeth-Lands. Er liegt in den Vestfoldbergen. Je nach Wasserstand erscheint er als ein oder zwei Seen. Er ist Teil eines besonders geschützten Gebiets in der Antarktis (ASPA #143).
Das Antarctic Names Committee of Australia benannte ihn 1983.